# Persil Power
Persil Power — стиральный порошок, выпускаемый и продаваемый с середины 1990-х годов компанией Unilever под брендом Persil.

## История
В начале 1990-х годов моющее средство Persil от Unilever рисковало потерять свои лидирующие позиции на рынке, поскольку независимые тесты показали, что крупные бренды имеют относительно схожие показатели в удалении пятен. Сотрудники компании Unilever решили, что новый продукт со свойствами удаления пятен может быть более выгодным. Главный конкурент Persil — Ariel — представил стиральный порошок Ariel Ultra, содержащий химические катализаторы, которые, согласно рекламе, очищают лучше, чем когда-либо, с меньшим количеством порошка. Учитывая успех Ariel Ultra и отставание Persil Micro System, компании Unilever понадобилась новая сверхкомпактная линейка Persil.

## Разработка
Исследовательские группы Unilever обнаружили катализатор на основе марганца (IV), который ускоряет разложение пербората натрия и перкарбоната натрия, которые действуют как отбеливатели в процессе стирки, заметно повышая эффективность очистки и позволяя использовать более низкие температуры. Компания Unilever решила, что отбеливающие агенты станут идеальным дополнением к продукту, но была обеспокоена таким серьёзным изменением формулы одного из своих основных продуктов. С этой целью было решено разделить катализатор (вместе с некоторыми размягчителями тканей) в новый продукт Persil Power. Порошок Persil Power был запущен в производство в мае 1994 года с большой рекламной кампанией, возглавляемой наследником генерального директора Найлом Фитджеральдом, но вскоре стал очевиден ряд проблем.

## Коммерческий провал
Несмотря на большую рекламную кампанию, продажи Persil и Persil Power существенно не увеличились, ведь Persil сам по себе был способен бороться с большинством пятен. Самая серьёзная проблема заключалась в том, что после нескольких стирок с Persil Power одежда начинала терять сначала чёткость цвета, а затем — и структурную целостность, легко рвясь при любых значительных нагрузках. По сути, стирка одежды с помощью Persil Power имела тот же эффект, что и добавление отбеливателя на одежду. Дальнейшее тестирование показало, что, хотя эффекты не были заметны на новой одежде (с которой Unilever проводила большую часть испытаний Persil Power), они могут очень быстро проявиться на старой одежде. Было установлено, что эти эффекты в значительной степени связаны с тем, что Persil Power был слишком мощным в рекомендуемых количествах, а также с химической реакцией (которую Unilever не обнаружила) между катализаторами и красителями, обычно используемыми в одежде. Впоследствии была выпущена поспешная переработка формулы с меньшим количеством катализатора, но и она подозревалась в причинении проблем и в равной степени погрязла в плохой рекламе.
Учитывая смущение, которое этот эпизод вызвал у Unilever, и непомерно высокую стоимость редизайна продукта, сотрудники компании Unilever решили сначала отозвать продукт, а затем — полностью отказаться от бренда Persil Power. Розничные сети и потребители подали ряд исков против Unilever, но подавляющее большинство из них было урегулировано во внесудебном порядке. После этого бренд Persil смог усовершенствовать формулу своего основного продукта, чтобы обеспечить сопоставимую эффективность очистки без необходимости использования катализатора. Это привело к перезапуску суперкомпактного стирального порошка под названием «Новое поколение Persil» (англ. «New Generation Persil»).